# (7508) Icke
(7508) Icke (2327 T-3) – planetoida z pasa głównego asteroid okrążająca Słońce w ciągu 4,68 lat w średniej odległości 2,8 j.a. Odkryta 16 października 1977 roku.